# Makkay Klára
Makkay Klára (született Beke, Kolozsvár, 1930. november 4. – Kolozsvár, 2023. augusztus 22.) erdélyi magyar kémiai szakíró, egyetemi oktató. Makkay Ferenc felesége.

## Életútja
Szülővárosa magyar nyelvű Állami Leánylíceumában érettségizett (1949), a Bolyai Tudományegyetemen vegyészi diplomát szerzett (1953). Pályáját a Román Akadémia kolozsvári fiókjának kémiai intézetében kezdte, laboratóriumvezető (1958–60), majd a Babeș–Bolyai Tudományegyetem kémiai tanszékén tanársegéd (1960–64), adjunktus (1964–88). A kémiai tudományok doktora (1968). Nyugalomba vonult 1988-ban.

## Tudományos munkássága
Kutatási területe egyes heterociklusos vegyületek szintézise, trifenilmetán-alapú színezékek és pirazólgyűrűs azofestékek előállítása, kolinszármazékok biológiai tanulmányozása. 
Tudományos közlései a Chemische Berichte (1959), Revue de Chimie (1960), Studia Universitatis Babeş-Bolyai (1969-80), Revue Roumaine de Chimie (1970) hasábjain jelentek meg. 26 tudományos dolgozat és 5 szabadalom szerzője. Az Igazság nevelésügyi cikkeit közölte; a Kémiai kislexikon (1980) munkatársa, a Chimie organică pentru perfecţionarea profesorilor (1983) című munka az iparban alkalmazható szerves fotokémiai reakciókról szóló fejezetének szerzője. 
Társszerzős műve: Makkay Ferenc–Makkay Klára: Kékedy László élete és munkássága; Magyar Kémikusok Egyesülete, Bp., 2010.
Az RMDSZ kolozsvári 13. kerületének választmányi tagja, 1991 és 1993 között titkára.